# Cattedrale della Resurrezione di Cristo (Kiev)
La Cattedrale della Resurrezione di Cristo è una chiesa greco-cattolica situata a Kiev, in Ucraina.
Si trova nel Livoberezhnyi Masyv, sulla riva sinistra del fiume Dnepr ed ospita la sede residenziale del Capo e Padre della Chiesa greco-cattolica ucraina.
La chiesa, la cui costruzione è iniziata nel 2004 in concomitanza con lo spostamento del arcivescovato greco romano da Leopoli a Kiev, è stata consacrata il 27 marzo 2011.